# Zarea (companie)
Zarea București este o companie producătoare de băuturi alcoolice din România. Acționarii principali ai Zarea sunt compania poloneză Ambra, cu 51% și firma Karom Trading România, cu 36,13%, ambele fiind controlate de producatorul german de spumante Schloss Wachenheim, care deține mai multe fabrici în Germania, Polonia, Cehia și în România.
Totodată, Autoritatea de Valorificare a Activelor Statului deține la Zarea un pachet de 4,31% dintre acțiuni.
Zarea deține două centre de producție în Bucureștii Noi, unde sunt fabricate majoritatea produselor din portofoliul companiei, și în Otopeni, unde sunt produse spumantele fermentate în sticlă ale brandului Zarea.
Principalele produse din portofoliul companiei sunt brandy-ul Milcov, bitterul Carpaten, vermutul Zarea, spumantele Zarea și Dorato, sangria Corrido, lichiorul Florentino și spumantul pentru copii Robby Bubble.

## Istoric
Compania Zarea a fost fondată de Wilhelm Mott în 1912. Venit din Germania, după ce a lucrat câțiva ani la fabrica de șampanie Rhein, Wilhelm Mott a înființat o mică fabrică proprie în Calea Griviței.
Deși reprezenta o afacere la început de drum, compania Zarea a ajuns până în 1929 să producă 100.000 de sticle de șampanie pe an, o cifră remarcabilă pentru acele timpuri.
Această cifră a fost, contrar așteptărilor, încurajată de război, creșterea producției în această perioadă fiind semnificativă.
În 1948 fabrica a fost naționalizată sub numele pe care îl poartă și astăzi, ZAREA ajungând numărul 1 în producția de spumante din țară.
Treptat spumantelor li s-au adăugat alte tipuri de băuturi alcoolice care au ajuns cu vremea să domine segmentele de piață aferente: în 1953 se înființează secția de brandy iar 5 ani mai târziu secția de vermut.
Conform unei alte surse, Familia de viticultori Basilescu a fost cea care a fondat în perioada interbelică fabrica care s-a numit mai târziu Zarea. Familia a cumpaăat și restaurat fabrica de bere din Bucureștii noi și a deschis în spațiile ei "Fabrica de șampanie naturală", care producea "Champagne de St. Marceaux – Maison Francaise Fondee a Reims en 1837". Această denumire se datora faptului că familia Basilescu deținea respectiva franchiză pentru România.
În anul 2004, compania este privatizată și preluată de compania Schloss Wachenheim.

## Rezultate financiare
Cifra de afaceri:
- 2013: 12,1 milioane euro [6]
- 2009: 18 milioane euro [3]
- 2008: 16,9 milioane euro [1]
- 2006: 48,2 milioane lei [7]